# Soquel
Soquel – jednostka osadnicza w Stanach Zjednoczonych, w stanie Kalifornia, w hrabstwie Santa Cruz.